# Buenos Aires Airport
Buenos Aires Airport är en flygplats i Costa Rica.   Den ligger i provinsen Puntarenas, i den sydöstra delen av landet, 120 km sydost om huvudstaden San José. Buenos Aires Airport ligger 379 meter över havet.
Terrängen runt Buenos Aires Airport är huvudsakligen kuperad, men den allra närmaste omgivningen är platt. Runt Buenos Aires Airport är det glesbefolkat, med 20 invånare per kvadratkilometer. Närmaste större samhälle är Buenos Aires, 1,0 km nordväst om Buenos Aires Airport. Omgivningarna runt Buenos Aires Airport är en mosaik av jordbruksmark och naturlig växtlighet.